# حقوق الإنسان في موزمبيق
حقوق الإنسان في موزمبيق هي قضية مستمرة بالنسبة للبلد الأفريقي، المسمى رسميًا بجمهورية موزمبيق . لمدة أكثر من أربعة قرون، خضعت موزمبيق لحكم البرتغاليين . بعد استقلال موزمبيق عن البرتغال، اندلعت حرب أهلية استمرت 17 عامًا بين رينامو وجبهة تحرير موزمبيق ، حتى عام 1992، عندما تم التوصل إلى السلام أخيرًا.  ثم انتخب أرماندو غويبوزا رئيسًا في عام 2004 وأعيد انتخابه في عام 2009، على الرغم من الانتقادات التي وجهت إليه بأنه يفتقر إلى الصدق والشفافية والنزاهة.  وقد أدى ذلك إلى سلسلة من حوادث حقوق الإنسان بما في ذلك القتل غير القانوني، والاعتقالات التعسفية ، وظروف السجن غير الإنسانية، والمحاكمات غير العادلة. وكانت هناك أيضًا العديد من القضايا المتعلقة بالحريات فيما يتعلق بالتعبير والإعلام، وحرية الإنترنت، وحرية التجمع السلمي، والتمييز وإساءة معاملة النساء والأطفال والأشخاص ذوي الإعاقة. العديد من هذه القضايا مستمرة وأصبحت تشكل انتهاكًا حاليًا لحقوق الإنسان في موزمبيق.

## تاريخ

#### حرب الاستقلال
في سبتمبر 1964، سعت جبهة تحرير موزامبيق إلى شن هجوم ضد البرتغاليين للحصول على الاستقلال. تم التخلي عن محاولات التفاوض السلمي من قبل جبهة تحرير موزمبيق ، وفي 25 سبتمبر، بدأ إدواردو موندلين ، الرئيس المؤسس لجبهة تحرير موزمبيق ، في شن هجمات حرب العصابات على أهداف في شمال موزمبيق من قاعدته في تنزانيا. استمرت الحرب بشكل متقطع لمدة 10 سنوات، وأخيرًا في عام 1975، فر البرتغاليون من موزمبيق، وسيطرت جبهة تحرير موزمبيق على البلاد، وأصبحت موزمبيق مستقلة عن البرتغال
نجحت موزمبيق في الحرب، ومع ذلك، في عهد البرتغاليين، كانت البلاد متعلمة ولديها موارد وفيرة مثل المهنيين والتجار. وبدون البرتغاليين، افتقروا إلى هذه القوة العاملة المتعلمة، مما تسبب في الصراع داخل البلاد. تسبب ثوار رينامو في اندلاع حرب أخرى داخل موزمبيق، احتجاجًا على حكم فريليمو.

#### الحرب الأهلية
بعد استقلال موزمبيق مباشرة، انزلقت البلاد إلى حرب أهلية استمرت 15 عامًا. جرت هذه الحرب في موزمبيق من عام 1977 إلى عام 1992. كانت الحرب بين الحزبين السياسيين الرئيسيين في البلاد، المقاومة الوطنية الموزمبيقية (رينامو) وجبهة تحرير موزمبيق (فريليمو).
تسببت الحرب في مقتل أكثر من مليون موزمبيقي إما بسبب القتال أو الجوع، حيث انقطعت إمدادات الغذاء. دمرت الحرب الأهلية معظم البنية التحتية الريفية الحيوية في البلاد، مثل المدارس والطرق وخطوط السكك الحديدية والمستشفيات. ارتكبت الدولتان المتحاربتان المتورطتان في الحرب عددًا لا يحصى من الفظائع، وكثير منها يرقى إلى مستوى الجرائم ضد الإنسانية. لقد قتل كلا الجانبين العديد من الأبرياء، واستخدموا الأطفال الجنود، وغطوا الريف بالألغام الأرضية دون تمييز.
فازت جبهة تحرير موزامبيق بالحرب وتم صياغة دستور جديد في يوليو 1989، وبعد ذلك تم اعتماده رسميا في نوفمبر/تشرين الثاني 1990. لقد جعل من موزمبيق دولة متعددة الأحزاب، مع انتخابات متكررة وحقوق ديمقراطية.

#### رينامو
المقاومة الوطنية الموزمبيقية (رينامو) هي حركة سياسية يقودها أفونسو دلاكاما لمعارضة حزب فريليمو السياسي الحاكم في موزمبيق. تم بناء رينامو من سياسيين سابقين في فريليمو يعارضون مبادئ الحزب الحاكم. ارتكبت جمعية رينامو الحرب الأهلية ، وحظيت الحزب بدعم كبير من الحكومات المناهضة للشيوعية في جنوب أفريقيا.
خلال الحرب الأهلية ، كانت الجرائم ضد الإنسانية وحقوق الإنسان خطيرة. كان جزء من استراتيجية الحرب التي انتهجتها حركة المقاومة الوطنية الموزمبيقية (رينامو) هو ارتكاب جرائم حرب وجرائم ضد الإنسانية من أجل إضعاف الطرف المعارض. وشملت هذه الجرائم القتل الجماعي والاغتصاب وتشويه المدنيين وإجبار الأطفال والمدنيين على العمل كجنود. لقد استاء الجمهور من حركة رينامو بسبب الجرائم الوحشية التي ارتكبتها، وأطلقوا عليها اسم "قطاع الطرق المسلحين"، وعززوا كراهيتهم للحزب من خلال تشجيع الضرب ضدهم.

#### فريليمو
جبهة تحرير موزمبيق (FRELIMO) ، هو الحزب السياسي المهيمن في موزمبيق. تأسست عام 1962، كحركة وطنية ضد البرتغاليين، من أجل حصول موزمبيق على استقلالها. منذ تحقيق الاستقلال، أصبح حزب فريليمو هو الحزب السياسي الحاكم.
كانت جبهة تحرير موزمبيق مسؤولة أيضًا عن العديد من الجرائم ضد الحرب والإنسانية. أُجبر الناس على العمل، وكانت فترات التجنيد الإجباري غالبًا ما يتم تمديدها بشكل غير قانوني.  ورغم أن جرائم فريليمو ضد الإنسانية كانت أقل عنفاً وأقل تواتراً من جرائم حركة المقاومة الوطنية الموزامبيقية (رينامو) ، فإن العنف الجنسي مثل الاغتصاب كان منتشراً على نطاق واسع بين الجنود. واتهم الحزب أيضًا باحتجاز المجرمين الصغار والمسؤولين السياسيين والعاهرات دون محاكمة في "معسكرات إعادة التأهيل" 

#### الحرمان من الحياة تعسفيا أو غير قانوني
قد تلقت موزمبيق العديد من التقارير التي تضمنت أوصافاً لقيام الحكومة والشرطة الموزمبيقية بارتكاب عمليات قتل غير قانونية وتعسفية.

#### القتل غير القانوني من قبل الشرطة
قد أشارت تقارير مختلفة إلى قوات الأمن الموزمبيقية، مثل شرطة جمهورية موزمبيق ، باعتبارها الجناة الرئيسيين في عمليات القتل غير القانونية والتعسفية. وقد تم الإبلاغ عنهم في جميع أنحاء البلاد لقتلهم مواطنين عزل بسبب انتهاكات بسيطة للقانون، وأحيانًا دون أي انتهاك على الإطلاق. 
في عام 2010، اندلعت أعمال شغب في موزمبيق رداً على ارتفاع سعر الخبز في البلاد بنسبة 30%. أحرق المتظاهرون إطارات السيارات، وأغلقوا الطرق، وسرقوا المتاجر في مابوتو، عاصمة موزمبيق. وأفاد مسؤولون في الشرطة أنه تم استخدام الرصاص الحقيقي لإطلاق النار على مثيري الشغب بعد نفاد الرصاص المطاطي. وحددت مصادر طبية وأمنية حصيلة القتلى بستة أشخاص بينهم طفلان. وذكر مواطن مجهول الهوية أن الشرطة كانت مدججة بالسلاح وأطلقت الرصاص الحي بشكل عشوائي على أي شخص ظنوا أنه متورط، مما تسبب في مقتل المارة الأبرياء. 

#### ظروف السجن اللاإنسانية
تعتبر ظروف السجون في موزمبيق غير إنسانية وتهدد الحياة بسبب الظروف غير الصحية المتعددة. تشمل الظروف المادية لسجون موزمبيق الاكتظاظ، والرعاية الطبية المحدودة والنظافة، والظروف الصحية غير الكافية.  وقد تم تحديد الاكتظاظ باعتباره المشكلة الرئيسية، مما أدى إلى المزيد من المشاكل المتعلقة بعدم كفاية النظافة والرعاية الطبية والغذاء. وهذا يعني أيضًا أنه لا يمكن فصل السجناء بشكل مناسب، وغالبًا ما يُجبر المدانون الأحداث على العيش في منشآت للبالغين، ولا يوجد سوى القليل من التمييز فيما يتعلق بمستوى الجريمة التي يرتكبها السجناء، ولا يمكن عزل المصابين بأمراض معدية.
وبحسب مكتب المدعي العام، فإن مشكلة الاكتظاظ في السجون تعني أنه في مساحة مخصصة لـ 8188 شخصًا، كان هناك 18185 سجينًا. وهذا مثال على الاكتظاظ الشديد، حيث يبلغ معدل استيعاب السجن 222%، مما يؤدي إلى قلة أو انعدام حقوق الإنسان للسجناء.

#### الاعتقالات التعسفية
يكون الاعتقال تعسفيا عندما لا تكون هناك أدلة كافية لإدانة فرد، وعندما لا يكون هناك أساس قانوني للاعتقال. وينص القانون على أنه يجب إطلاق سراح أي شخص يتم احتجازه دون أساس قانوني أو على أساس أدلة غير كافية، ومع ذلك فإن السلطات في موزمبيق تتحمل هذه المسؤولية، وقد تبين أنها لا تلتزم بهذا القانون بشكل صارم.
وبحسب منظمة العفو الدولية ، فإن الشرطة الموزمبيقية تقوم باعتقال مواطنين دون سبب أو دليل كاف للقيام بذلك. ويظل العديد من المعتقلين محتجزين في مراكز الاحتجاز بينما لا تزال قضاياهم قيد التحقيق. وقد تم اعتقالهم للاشتباه في ارتكابهم جريمة السرقة، وبعضهم محتجز في هذه المرافق قبل المحاكمة لمدة عام تقريبًا، بينما تحقق الشرطة في القضية، مما يفترض أن الاعتقالات كانت تعسفية وعلى أسس مريبة.
وينص القانون الموزمبيقي أيضًا على الاعتقال يكون تعسفيًا إذا لم يتوافق مع إجراءات الاعتقال عليها في قانون الإجراءات الجنائية. وقد وثقت منظمة العفو الدولية حالات اعتقال لا تتوافق مع هذه الإجراءات بسبب عدم إبلاغ المعتقلين والمحتجزين بحقوقهم. قد يشمل انتهاك حقوق المحتجز عدم السماح له برؤية محام، أو إجبار المحتجزين على التوقيع على وثائق، أو ضرب المحتجزين أو إساءة معاملتهم لإجبارهم على الاعتراف. 

#### الحرمان من المحاكمة العلنية العادلة
واتهم حزب الحكومة الحاكم، فريليمو ، بتوفير جهاز قضائي غير مؤهل ومدرب بشكل جيد. وكان يُعتقد أيضًا أن السلطة القضائية كانت خاضعة لتأثير سياسي أثناء المحاكمات. 
كما أصبح الاحتجاز دون محاكمة قضية في جميع أنحاء موزمبيق، وخاصة في السجون في مابوتو ونامبولا ، حيث تم احتجاز مئات الأشخاص دون محاكمة لفترات زمنية غير قانونية. وقد تم احتجاز بعضهم دون توجيه تهمة إليهم. على سبيل المثال، احتُجز رجل يُدعى خوسيه كابيتيني كوسا لأكثر من 12 عامًا في سجن شديد الحراسة دون تهمة أو محاكمة. وعند استجوابه، ادعت السلطات أنها لم تكن على علم بوجوده هناك. وقد تم إطلاق سراحه بعد إجراء تحقيق، ولكن لم يتم منحه أي تعويض، ولم يتم تحميل أي شخص المسؤولية عن اعتقاله واحتجازه بشكل غير قانوني.

#### العنف من قبل الجماعات المسلحة
في نوفمبر 2020، قطعت جماعات مسلحة في مقاطعة كابو ديلجادو بموزمبيق رؤوس العشرات من الأشخاص في أعمال عنف متصاعدة. وحث الأمين العام للأمم المتحدة أنطونيو غوتيريش السلطات الموزمبيقية على التحقيق في تصاعد العنف في الإقليم والذي تجاهله المجتمع الدولي لفترة طويلة. 

## حرية التعبير

#### الكلام والاعلام
في مبادرة قياس حقوق الإنسان لعام 2018 ، حصلت حماية موزمبيق لحرية التعبير على نتيجة 5.3 من 10. كانت هناك قيود على حرية التعبير، فرضتها الشرطة الموزمبيقية، على الرغم من عدم وجود قيود رسمية حكومية. كان تقييد حرية التعبير في المقام الأول فيما يتعلق بأي انتقاد للحكومة. خلال حكم أرماندو غويبوزا كرئيس، أصبحت حركة المقاومة الوطنية الموزمبيقية اتهامية للحكومة، مما أثر على العنف بين الحزب الحاكم والمعارضة. 
في عام 1991، قدمت موزمبيق قانون الصحافة الذي صنف أي تشهير أو انتقاد أو إساءة للرئيس أو الحكومة على أنه غير قانوني.  وقد أدى هذا إلى الحد من قدرة الصحفيين على الكتابة بحرية، كما أثر بشكل وثيق على قدرة الناس على اختيار حكومتهم بشكل عادل. لن يتمكن الجمهور من معرفة الحقيقة الدقيقة عن الحكومة، وبالتالي لن يتمكن من اتخاذ قرار مستنير في الانتخابات. كان إريكينو دي سالما صحفيًا مشهورًا ومحاميًا في مجال حقوق الإنسان. قام مسلح مجهول باختطافه وضربه بسبب تقاريره.
أرماندو نيناني كان صحفيًا آخر وناشطًا في مجال حقوق الإنسان. أعرب عن آرائه بشأن مجموعة تسمى G40، والتي تشوه سمعة حركة المقاومة الوطنية المعارضة الحكومية، والتي يزعم أنها تم إنشاؤها من قبل الحكومة الحاكمة. كما تلقى أرماندو نيناني تهديدات بالقتل من أشخاص مجهولين بسبب آرائه المنبوذة، ولم تتم إدانة أي شخص أو تحميله المسؤولية عن الهجوم عليه.

#### حشد
مرة أخرى، لم تلغ القوانين صراحة حرية التجمع السلمي، ومع ذلك، لم يتم احترام حق التجمع السلمي من قبل الحكومة. إذا كانت مجموعة من الأشخاص تخطط للتجمع والاحتجاج سلمياً، فإنه يتعين عليهم تقديم إشعار كتابي للسلطات المحلية بالاحتجاج قبل أربعة أيام عمل على الأقل من الحدث. كانت الحكومة تتمتع بسلطة رفض طلب الاحتجاج، الأمر الذي أعاق بشكل غير واضح الحق في التجمع السلمي.

## التمييز والإساءة المجتمعية

#### المرأة
يعد الاغتصاب والعنف المنزلي أمرًا غير قانوني ويمكن أن يؤدي إلى السجن. ومع ذلك، في عام 2014، نظرت الجمعية الوطنية في موزمبيق في مشروع قانون من شأنه أن يسمح للمغتصبين بالزواج من ضحاياهم لتجنب الاحتجاز. لقد تمت دراسة القانون بشكل معمق، إلا أنه لم يتم التصديق عليه في موزمبيق. في حين أن العنف المنزلي يعاقب عليه القانون، إلا أن هذه القوانين لم تطبق بشكل صارم من قبل الحكومة، وتم الإبلاغ عن أكثر من 20 ألف حالة عنف منزلي في عام واحد. يظل التحرش الجنسي قضية بارزة في البلاد، حيث لا توجد قوانين تجرم الاعتداء الجنسي في الأماكن العامة.
قد أوردت منظمة العفو الدولية تقارير عن حالات لا حصر لها لنساء قُتلن على أيدي رجال، وكان العديد منهم معروفين أو أقارب لبعضهم البعض. على سبيل المثال، أقدم رجل على طعن زوجته بسكين المطبخ في حي إنهاغويا على مشارف مابوتو . وفي منطقة فاندوزي، قام رجل يبلغ من العمر 27 عامًا بقطع رأس والدته بساطور قائلاً إنها رفضت أن تقدم له الطعام. في كثير من الحالات، برر الجناة أفعالهم بالادعاء أن الأنثى استخدمت السحر ضدهم. وفي هاتين الحالتين وفي حالات أخرى كثيرة، اعترف الجناة بجريمتهم، إلا أن السلطات فشلت في تطوير وتخصيص الموارد وتنفيذ استراتيجية فعالة لمكافحة العنف ضد المرأة.
في 15 سبتمبر 2020، دعت منظمة العفو الدولية إلى إجراء تحقيق فوري ونزيه في إعدام امرأة عارية وغير مسلحة خارج نطاق القضاء على يد بعض الرجال الذين يرتدون زي الجيش. ويبدو أن الرجال المسلحين كانوا أعضاء في قوات الدفاع المسلحة الموزمبيقية. 

#### الأطفال
يظل الاعتداء الجنسي والجسدي على الأطفال قضية رئيسية، وخاصة بالنسبة للأطفال الأيتام والأطفال المعرضين للخطر. لقد تم تطبيق القانون الذي يحظر الاستغلال الجنسي للأطفال بشكل جزئي، وبالتالي لم ينجح في القضاء على المشكلة. في العديد من المدن والبلدات، يعتبر بغاء الأطفال أمرًا معتادًا.

#### الأشخاص ذوي الإعاقة
إن التمييز ضد الأشخاص ذوي الإعاقة أمر غير قانوني بموجب القانون، إلا أن هذه القوانين فشلت في إنفاذها بشكل فعال. ويتم تجاهل إمكانية الوصول إلى المباني، وكان التمييز في الخدمات الأساسية مثل الرعاية الصحية أمرًا شائعًا. وكانت فرص التعليم والتوظيف غير متكافئة إلى حد كبير، ولم يتم تنفيذ أي مبادرات حكومية لتحسين هذا التفاوت أو السعي إلى تحسين إمكانية وصول الأشخاص ذوي الإعاقة إلى المعلومات.